# Franziska (Schiff, 1937)
Die Motorfähre Franziska war eine der größten Autofähren der Zeit vor dem Zweiten Weltkrieg auf dem Rhein. Sie wurde zuletzt als Rheinfähre Linz–Kripp genutzt.

## Geschichte
Die Fährgesellschaft Honnef aus Bad Honnef orderte das Schiff bei der Schiffswerft Christof Ruthof in Mainz-Kastel, nachdem sie ihre Seitenpfortenfähre Bad Honnef 1935 aus dem Betrieb genommen hatte. Die Doppelendfähre Franziska wurde unter der Baunummer 1112 bei Ruthof gebaut und 1937 in Betrieb genommen. Abgesehen von der Fähre in Rüdesheim war die Franziska damals die größte Fähre auf dem Rhein. Die beiden Motoren wirkten jeweils auf zwei feststehende Propeller, die Manövrierfähigkeit wurde durch ein Flankenruder pro Schraube optimiert.
Die Fährgesellschaft in Bad Honnef musste aber schon gegen Ende 1937 Konkurs anmelden und ihre neue Fähre verkaufen. Die Linzer Fährgesellschaft profitierte davon; sie erwarb die Franziska zu einem günstigen Preis. Zwischen Linz und Kripp fuhren zu diesem Zeitpunkt zwar schon motorisierte Personenfähren, etwa die Egon von Fürstenberg, aber Fuhrwerke und Autos waren bislang noch mit einer Gierponte befördert worden.
Am 15. Dezember 1937 wechselte die Franziska ihren Einsatzort. In Linz und Kripp mussten für dieses Schiff neue Fährrampen angelegt werden. Sie wurden auf der Linzer Seite in der Nähe des Hotels „Kölner Hof“ und auf der Kripper Seite des Rheins vor dem Hotel „Fährhaus“ angelegt und kosteten die Fährgesellschaft ungefähr 150.000 Reichsmark. Die Investition lohnte sich aber, da sich der Betrieb der Franziska zunächst als sehr rentabel erwies. Allerdings war diese Phase nur von kurzer Dauer, da die Einnahmen ab dem Beginn des Zweiten Weltkrieges einbrachen.
Am 9. Februar 1945 wurde die Fähre im Zuge eines Bombenangriffs schwer beschädigt und versenkt. Das Schiff war wegen Hochwassers an diesem Tag gar nicht im Einsatz, sondern lag festgemacht vor dem Haus des Fährmeisters Peter Valentin, das sich in der Kripper Rheinallee befand. Valentin selbst war mit einem Rudernachen unterwegs; wahrscheinlich beförderte er in einem Akt der Nachbarschaftshilfe etliche Personen, die ihre Lebensmittelkarten in Remagen abholen wollten.
Der Bomberangriff des 322. US-Bombengeschwaders mit 31 Martin B-26 hatte eigentlich der Ahrbrücke in Sinzig gegolten; die Zerstörung der Fähre war also keine gezielte Aktion, sondern Folge eines Fehlabwurfes. Linz und Kripp waren bis zu diesem Zeitpunkt von größeren Bombenschäden verschont geblieben. Die 63 Bomben, die über Linz und Kripp niedergingen, hätten eigentlich die stählerne Eisenbahnbrücke in Sinzig treffen sollen, die als längste Brücke der Eisenbahnlinie Köln-Koblenz einen militärischen Schwachpunkt darstellte. Überdies schloss sich daran das Gleisdreieck im Kripper Feld zur Ludendorff-Brücke an, das einen Knotenpunkt für die Versorgung der Truppen an der Westfront darstellte. Seit Beginn der Invasion war dieser Punkt ein wichtiges Angriffsziel der US-Bomber. Die Flugzeuge waren am 9. Februar 1945 auf dem Flughafen Beauvais-Tillé, der etwa 84 km nördlich von Paris liegt, gestartet; der Einsatzbefehl 9 wurde um 15.46 Uhr ausgegeben.
Die Piloten klinkten ihre Bomben zum falschen Zeitpunkt aus, weil sie aufgrund der Wetterlage ihr Ziel nicht erkennen konnten und den Befehl zum Ausklinken mit leichter Verspätung erhalten hatten. Die Bomben trafen das Gebiet südwestlich von Linz und den südöstlichen Teil von Kripp, schwerpunktmäßig dort die Gegend in der Rheinallee bis hin zum Ahrweg. Zahlreiche Häuser wurden zerstört. Der Angriff forderte etliche Menschenleben.
Die Fähre Franziska, die, wie bereits erwähnt, vor der Rheinallee festgemacht war, erhielt einen Volltreffer und sank auf der überfluteten Rheinwiese auf Grund. Obwohl sie zu diesem Zeitpunkt nicht im Einsatz war, soll sich auf der Fähre das Auto des ehemaligen Fährpächters Dörries befunden haben, das durch die Bomben ebenfalls zerstört wurde. Unter den Todesopfern befanden sich sowohl der Fährmeister Peter Valentin als auch dessen Ehefrau. Während diese in den Trümmern ihres Hauses an der Rheinallee starb, kam ihr Ehemann auf dem Rhein ums Leben. Weitere Todesopfer waren drei Mitglieder der Familie Lohmann in Linz. In Kripp starben außer dem Ehepaar Valentin zwei Angehörige der Familie Klünner, drei Angehörige der Familie Hoffmann, das Ehepaar Krampe und sechs einzelne Personen. Mehrere Bombenopfer waren noch im Kindesalter. Im Mausoleum auf dem Kripper Friedhof erinnert eine Gedenktafel an die Toten vom 9. Februar 1945.

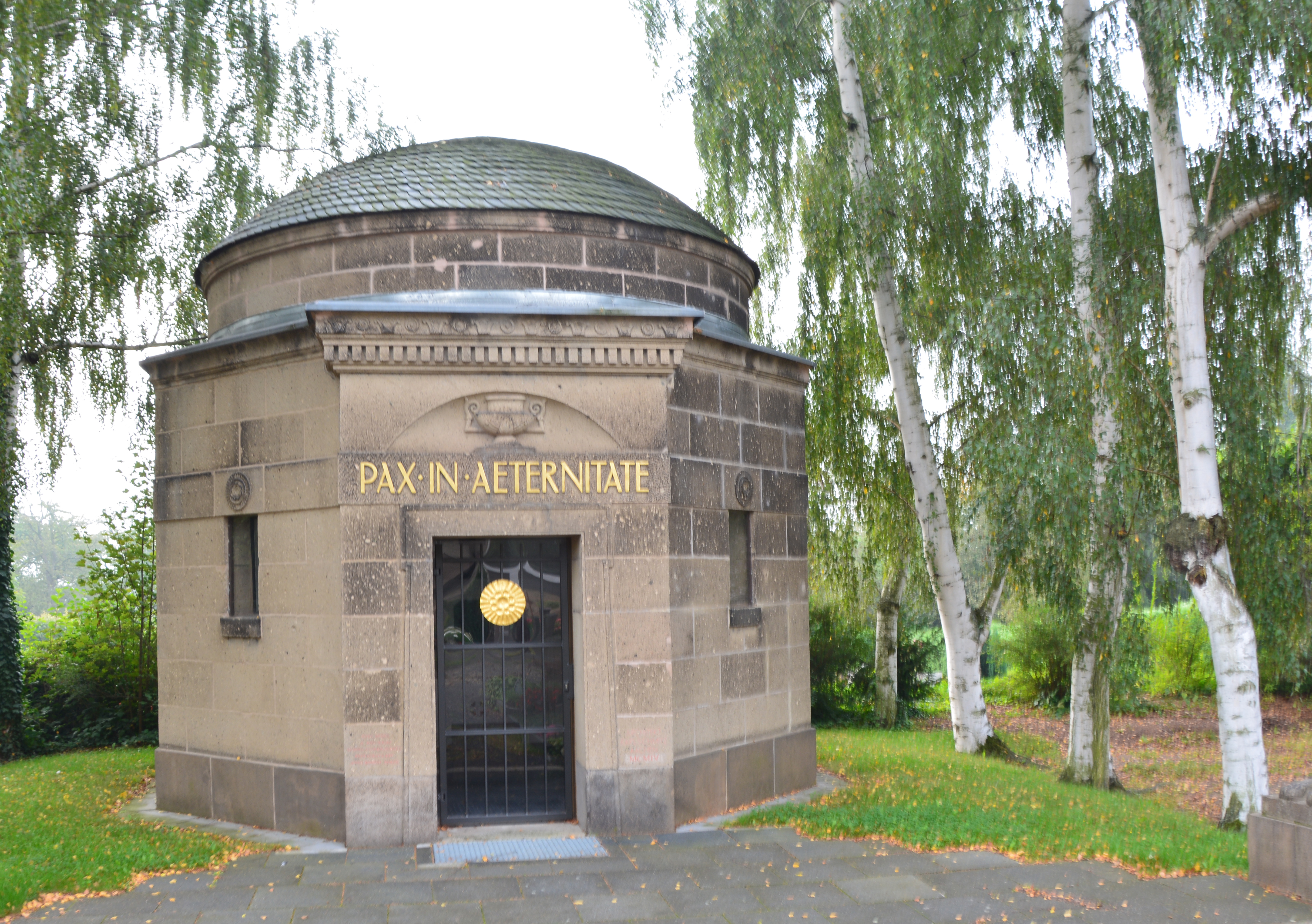
Das Mausoleum in Kripp

Das Wrack der Franziska wurde, nachdem das Hochwasser zurückgegangen war, auf den Kripper Campingplatz gezogen. Dort blieb es liegen und wurde nach und nach von der Bevölkerung verwertet.